# Raab-Katzenstein RK 25
Die Raab-Katzenstein RK 25 ist ein deutsches Sport- und Reiseflugzeug, das 1928 bei den Raab-Katzenstein-Flugzeugwerken im Auftrag des Essener Vereins für Luftfahrt als Wettbewerbsflugzeug entwickelt wurde.

## Entwicklung
Die Raab-Katzenstein RK 25 wurde 1928 im Auftrag des Essener Vereins für Luftfahrt als ein schnelles Reiseflugzeug mit großer Reichweite zur Teilnahme am Europa-Rundflug 1929 entwickelt. Die vereinsseitige Finanzierung der Entwicklung erfolgte über die im Verein aktive Familie Bohlen und Halbach.
Mit der Konstruktion der RK 25 entstand nicht nur der erste Eindecker der Raab-Katzenstein-Werke, sondern auch der erste Tiefdecker-Entwurf des Unternehmens. Um den Entwurf so leicht wie möglich zu halten, verwendeten der Konstrukteur Paul John Hall und dessen seit April des Jahres neu hinzugekommener Stellvertreter Richard Bauer für einige Baugruppen die leichte Magnesiumlegierung Elektron der I.G. Farben und führten dazu im Vorfeld mit Erich Gammelin zahlreiche Versuchsreihen zur Schweißbarkeit der leicht brennbaren Legierung durch. Statt einer gewöhnlichen, schweren Stoffbespannung kamen leichte Seidenbespannungen zum Einsatz. Als Antrieb fungierte ein britischer Cirrus II mit 80 PS.
Der Bau des Prototyps mit der Werknummer 085 erfolgte den Sommer 1928 über, das anschließende Einfliegen und die Musterzulassung bereiteten keine Probleme. Am 17. September 1928 wurde die RK 25 als D–1489 zugelassen und dem Luftfahrtverein von Essen übergeben. Für die innovative Konstruktion wurde Raab-Katzenstein vom Reichsverkehrsministerium eine Prämie von 15.000 ℛℳ übergeben.
Eine Serienfertigung der RaKa RK 25 war bei Raab-Katzenstein nicht vorgesehen. Allerdings entstanden noch zwei weitere RK 25 mit den Werknummern 106 und 107, die das Werk für eine eigene Teilnahme an Wettbewerben betreiben wollte. Sie unterschieden sich von der Ursprungsvariante RK 25 durch einige Änderungen im Leitwerksbereich und den deutlich stärkeren 115-PS-Cirrus-Hermes-Motor und erhielten die Typenbezeichnung RaKa RK 25a. Auf Grund der schlechten wirtschaftlichen Entwicklung der Raab-Katzenstein-Werke wurde im Sommer 1929 zunächst nur eine Maschine mit der WNr. 106, die als D-1701 zugelassen wurde, gebaut. Die zweite Maschine mit der WNr. 107 wurde nach dem Ende der Raab-Katzenstein-Werke vom Verein für Essener Luftfahrt übernommen und erst 1932 fertiggestellt und als D–2344 zugelassen.

## Einsatz

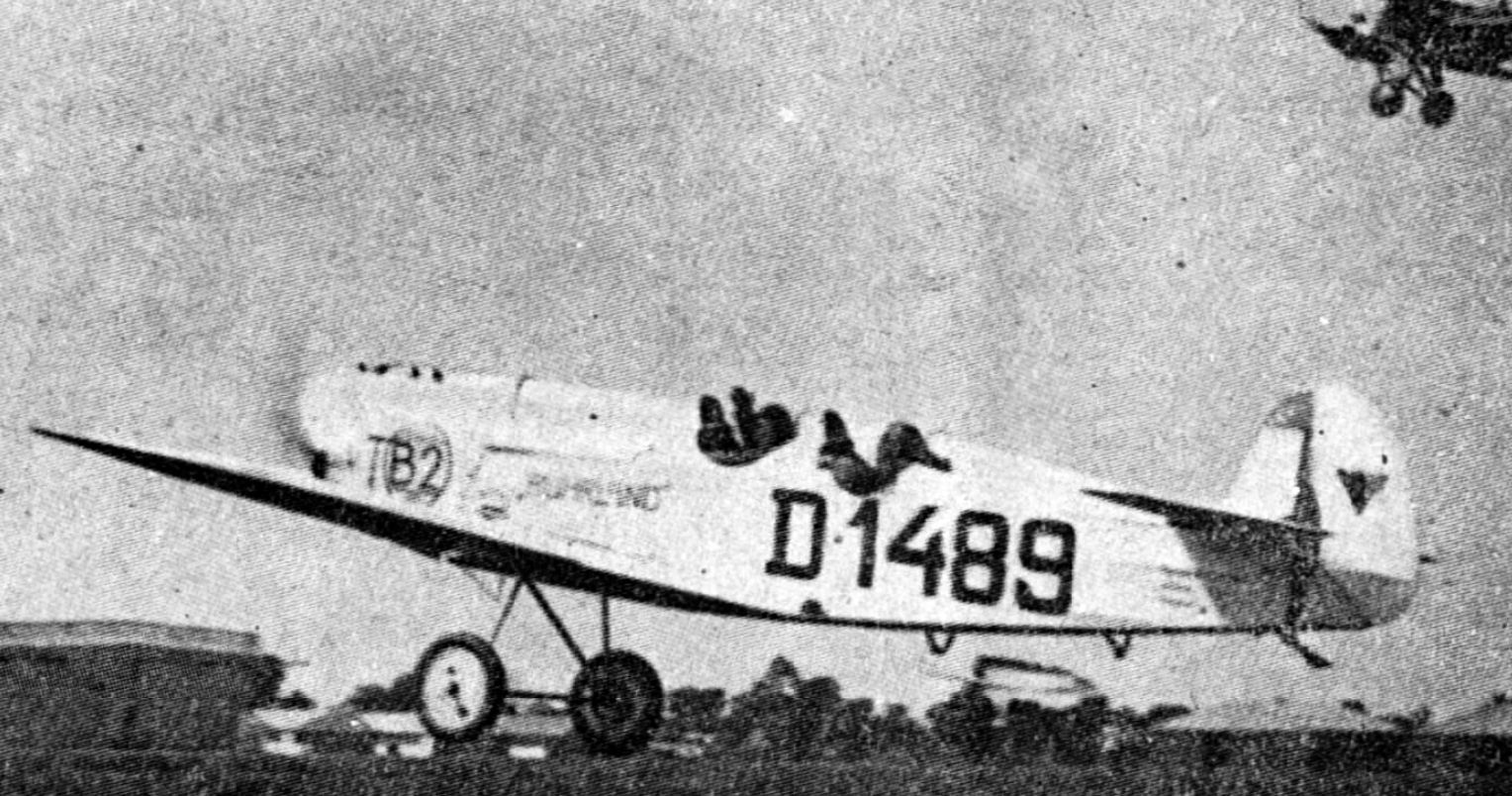
Die RK 25 „Ruhrland“ D–1489, 1929

Der Essener Verein für Luftfahrt taufte das Flugzeug auf den Namen „Ruhrland“. Die geplante Teilnahme am Hindenburg-Wettbewerb und am Ostpreußenflug musste der Verein aus technischen Gründen absagen.
Zum Europarundflug 1929 vom 4. bis 16. August 1929 traten die beiden fertiggestellten RK 25 an, zum einen die D–1489 des Essener Vereins für Luftfahrt, geflogen von dessen Mitglied Friedrich Altemeyer mit der Startnummer B 2, und zum anderen die direkt von Raab-Katzenstein gemeldete RK 25a, D–1701. Ursprünglich hatten sich Antonius Raab und Kurt Katzenstein darauf geeinigt, dass einer von ihnen das Flugzeug steuern sollte, doch nach einem entsprechenden finanziellen Angebot des Kanadiers John Carberry konnte dieser das Flugzeug für den Rundflug übernehmen und mit der Nummer B 3 starten. Er erreichte mit 155 km/h die beste Durchschnittsgeschwindigkeit aller Teilnehmer. Da beide RK 25 allerdings in den vorausgegangenen technischen Leistungsbewertungen wegen fehlender Abrüstbarkeit und fehlender Doppelsteuerung, sowie Abstrichen bei der Anlassvorrichtung und dem schlechtesten Abschneiden bei den Verbrauchswerten nur die beiden letzten Plätze belegen konnten, erreichte Carberry nur den dritten Platz in der Gesamtwertung, während Friedrich Altemeyer mit seiner RK 25 nach einer Notlandung aus dem Wettbewerb ausschied. Das gute Abschneiden Carberrys beim Luftrennen fand eine hohe öffentliche Beachtung.
Nach dem Europarundflug bot Raab-Katzenstein die RK 25a, D-1701, als Expressreiseflugzeug zu einem Preis von 24.500 ℛℳ an. Das Flugzeug blieb allerdings bis zur Insolvenz des Unternehmens im Werksbesitz und wurde 1932 abgestellt. Die RK 25 des Essener Vereins für Luftfahrt wurde im Rahmen des Vereinsbetriebs in Essen genutzt, am 10. Mai 1931 bei einem Unfall in Gelsenkirchen schwer beschädigt und ebenfalls abgestellt. Der Verein erwarb daraufhin die unfertige dritte RK 25a der Rheinischen Luftfahrt-Industrie GmbH und stellte diese in Essen fertig. Sie wurde 1932 als D-2344 zugelassen und im Verein genutzt.
Im November 1930 pfändeten Anatole Gobiet und die Stadt Krefeld die Rechte an der RK-25-Konstruktion. Die Rechte sollen unbestätigten Meldungen zufolge später an den schwedischen Flugzeughersteller ASJA verkauft worden sein. Die Aufnahme einer Serienproduktion fand in Schweden allerdings nicht statt.

## Weiterentwicklung Raab RK 25/32
Die nach dem Unfall in Gelsenkirchen abgestellte RK 25, D-1489, erwarb 1932 Antonus Raab mit finanzieller Unterstützung der Greiling Zigarettenfabrik GmbH für die Raab Flugzeugbau Gesellschaft. Gemeinsam mit Erich Gammelin überarbeitete Raab in Krefeld den RK-25-Ursprungsentwurf gemäß den Vorgaben für eine Teilnahme am Europarundflug 1932 als Raab RK 25/32. Der Entwurf erhielt eine geschlossene Kabine sowie für die technische Wertung des Wettbewerbs beiklappbare Tragflächen, wofür das Flugzeug einen Raumbedarf von nur noch 3,00 × 3,00 × 7,00 m benötigte. Als Antrieb wurde ein As 8 ausgewählt, der von der Argus Motoren Gesellschaft kostenlos zur Verfügung gestellt wurde. Im August 1932 wurden mit der umgebauten RK 25/32 bei der DVL in Berlin-Adlershof die Abnahmeflüge durchgeführt und die RK 25/32 anschließend für die Greiling Zigarettenfabrik GmbH mit ihrem früheren Kennzeichen D–1489 zugelassen.
Zum Europarundflug trat die RK 25/32 mit Raab und Gammelin am 12. August 1932 mit der Startnummer C 8 in Staaken an. Wie bereits 1929 schnitt die RK 25/32 bei der technischen Vorprüfung mit dem letzten Platz ab. Auch die Teilnahme am Rundflug über 7362 km verlief enttäuschend. Raab und Gammelin schieden bereits auf der ersten Etappe von Warschau nach Rom wegen Motorschadens nach einer Notlandung bei Rimini am 22. August 1932 aus. Die RK 25/32 kam in der Gesamtwertung mit der geringsten Punktzahl nur auf den letzten Platz. Das Flugzeug wurde nach dem Wettbewerb von der Greiling Zigarettenfabrik übernommen und kurze Zeit später abgestellt.

## Weiterentwicklung Raab RK 25/34
Für den folgenden Europarundflug 1934 bemühte sich Antonius Raab in Riga nochmals um eine Modernisierung der inzwischen abgestellten RK 25/32 bei Greiling. Entsprechend der Auschreibungsrichtlinien für den Europarundflug entstand bei der Raab Flugzeugbau Gesellschaft in Riga der überarbeitete Entwurf der RK 25/34. Zur Finanzierung des RK-25-Umbaus bot Raab die RK 25/34 der lettischen Fliegertruppe als Beobachtungsflugzeug an, die allerdings kein Interesse zeigte. In Ermangelung anderer Geldgeber gab Raab das Projekt im Entwurfsstadium auf. Die Raab RK 25/32, D-1489, blieb in Deutschland und wurde dort 1936 endgültig zerlegt.

## Aufbau
Die RK 25 ist ein freitragender Tiefdecker in Gemischtbauweise. Das Rumpfgerüst bildet eine Stahlrohrkonstruktion, die im Bereich des Triebwerks mit Duralumin beplankt und im übrigen Teil mit Stoff bespannt ist. Die Tragflächen bestehen aus einem mit Stoff bespannten Holzgerüst. Das konventionell ausgelegte Leitwerk ist freitragend. Das Fahrwerk besteht aus den mit einer Achse verbundenen, nichteinziehbaren Haupträdern und einem Schleifsporn am Heck. Die Querruder und einige andere Baugruppen bestehen aus Elektron. In Hinblick auf die geforderte hohe Reichweite wurde ein extra großer 300-Liter-Spezialtank verbaut, der eine Flugdauer von bis zu 18 Stunden über 2000–2500 Kilometer ermöglichte.
Bei der RK 25/32 sind die Tragflächen beiklappbar gestaltet. Zusätzlich sind sie an der Hinterkante mit Ksoll-Spaltflügeln versehen.

## Technische Daten

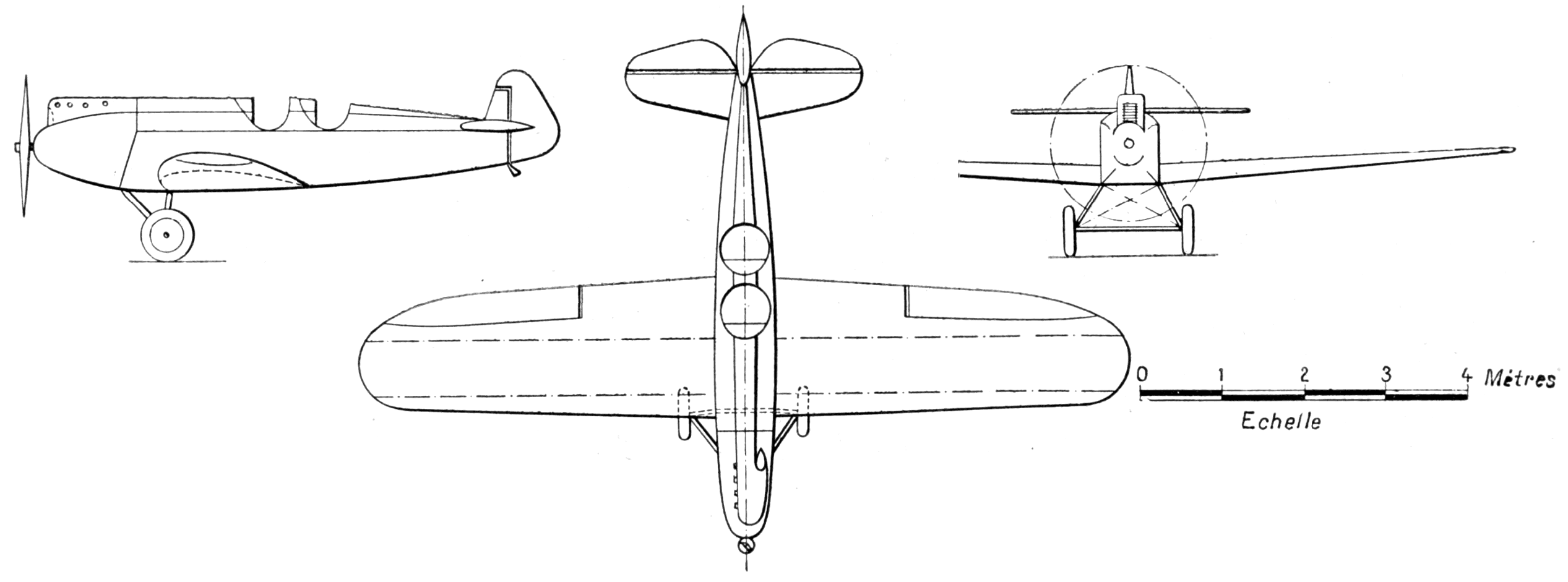
Dreiseitenansicht

| Kenngröße                          | Daten (RK 25)                                       | Daten (RK 25a)                                      | Daten (RK 25/32)                                    |
| ---------------------------------- | --------------------------------------------------- | --------------------------------------------------- | --------------------------------------------------- |
| Besatzung                          | 1–2                                                 | 1–2                                                 | 1–2                                                 |
| Länge                              | 6,48 m                                              | 6,48 m                                              | 6,50 m                                              |
| Spannweite                         | 9,3 m                                               | 9,3 m                                               | 9,3 m                                               |
| Höhe                               | 2,18 m                                              | 2,18 m                                              | 2,00 m                                              |
| Flügelfläche                       | 13 m²                                               | 13 m²                                               | 13 m²                                               |
| Flügelstreckung                    | 6,7                                                 | 6,7                                                 | 6,7                                                 |
| Flächenbelastung                   | 53,8 kg/m²                                          | 53,8 kg/m²                                          | 54,0 kg/m²                                          |
| Leistungsbelastung                 | 8,8 kg/PS                                           | 6,1 kg/PS                                           | 5,4 kg/PS                                           |
| Leermasse                          | 295 kg                                              | ca. 390 kg                                          | 430 kg                                              |
| Zuladung                           | 405 kg                                              | ca. 310 kg                                          | 270 kg                                              |
| Startmasse                         | 700 kg                                              | 700 kg                                              | 700 kg                                              |
| Antrieb                            | ein luftgekühlter Vierzylinder-Viertakt-Reihenmotor | ein luftgekühlter Vierzylinder-Viertakt-Reihenmotor | ein luftgekühlter Vierzylinder-Viertakt-Reihenmotor |
| Typ                                | Cirrus II                                           | Cirrus-Hermes                                       | Argus As 8                                          |
| Leistung                           | 80 PS (59 kW)                                       | 115 PS (85 kW)                                      | 130 PS (96 kW)                                      |
| Kraftstoffvolumen                  | 300 l                                               | ca. 200 l                                           | k. A.                                               |
| Höchstgeschwindigkeit in Bodennähe | 200 km/h                                            | 200 km/h                                            | 235 km/h                                            |
| Steigzeit auf 1000 m Höhe          | 6 min                                               | ca. 4,5 min                                         | ca. 4,5 min                                         |
| Dienstgipfelhöhe                   | 3500 m                                              | ca. 4300 m                                          | 4500 m                                              |
| Radius                             | 2400 km                                             | ca. 1500 km                                         | 1200 m                                              |